# Kohvede
Kohvede (Melampyrum) er en slægt med ca. 15 arter, der er udbredt i Europa, Asien og Nordamerika. Arterne er halvsnyltere på andre planter (ofte græsser, men kan dog overleve uden at snylte. Det er énårige planter med en glat eller let behåret stængel, der er firkantet i tværsnit. Bladene er modsatte og lancetformede med hel rand. De nederste blade kan dog have nogle få, sylformede tænder. Blomsterne er samlet i tætte aks, og bægeret er 4-delt, mens kronen er en typisk læbekrone. De øverste blade fungerer som støtteblade, der kan være farvede i rødt eller blåt. Her omtales kun de arter, som er vildtvoksende i Danmark.
Arterne angribes af to rustsvampe: Coleosporium tussilaginis (mellemvært: fyr) og Puccinia nemoralis (mellemvært: blåtop). Desuden angribes de af forskellige meldugsvampe, som f.eks. Sphaerotheca humuli, men disse angribes omvendt af hyperparasittiske svampe af slægten Ampelomyces. Desuden angribes Kohvede af bladlusen Macrosiphum melampyri.
Kohvede har symbiose med de såkaldte "arbuskulære mykorrhizasvampe".
| Beskrevne arter |

- Agerkohvede (Melampyrum arvense)
- Blåtoppet kohvede (Melampyrum nemorosum)
- Almindelig kohvede (Melampyrum pratense)
- Skovkohvede (Melampyrum sylvaticum)
- Kantet kohvede (Melampyrum cristatum)

| Andre arter |

- Melampyrum barbatum
- Melampyrum klebelsbergianum
- Melampyrum laxum
- Melampyrum lineare
- Melampyrum polonicum
- Melampyrum roseum
- Melampyrum setaceum
- Melampyrum subalpinum